# Noranta-nou noms de Déu
Els noranta-nou noms de Déu (àrab: أسماء الله الحسنى, asmāʾ Allāh al-ḥusnā, ‘els més bells noms de Déu’) són noranta-nou atributs o formes de referir-se a Déu en l'islam. La major part d'aquests noms són epítets que fan referència als atributs divins i han estat extrets de l'Alcorà, on se'ls designa com ‘els més bells noms', al-asmà al-husnà, i de la sunna, basada en els hadits (actes i dites atribuïdes al profeta Mahoma).
La referència a l'existència de 99 noms prové d'un hadit conservat per Múslim ibn al-Hajjaj segons el qual el Profeta hauria dit: «Déu té noranta-nou noms, cent menys un. Qui els enumeri entrarà al Paradís. Ell és el Singular, i li agrada que els seus noms siguin enumerats un a un». Al-Walid ibn Múslim, en un altre hadit, detalla quins són els 99 noms. Tanmateix, no hi ha un consens total sobre els noms que componen la llista ni sobre el seu ordre, i n'hi ha diverses versions.

## Els 99 noms
No hi ha consens entre els musulmans sobre quins són exactament els noms de Déu. A més, alguns noms apareixen només a l'Alcorà, mentre altres només als hadits i encara alguns en ambdues fonts. És per això que diferents autors donen llistes diferents dels 99 noms.
La llista que segueix es basa en la que ofereix la recopilació de hadits d'at-Tirmidhí, autor del segle ix. Altres recopilacions de hadits, com ara les d'al-Bukharí, Múslim, Ibn Maja, al-Hakim at-Tirmidhí o Ibn Assàkir, ofereixen llistes amb petites variants. Tots els autors atribueixen la compilació original de la llista de noms a Abu-Hurayra.
At-Tirmidhí explica, sobre la seva llista: «Aquest hadit és gharib [estrany, transmès per una única línia de transmissors]; s'ha transmès per diverses vies a partir de l'autoritat d'Abu-Hurayra, però no hi trobem l'esment als noms en cap narració, llevat d'aquesta.»
Diversos exegetes de la primera època, com ara Jàfar as-Sàdiq, Sufyan ibn Uyayna, Ibn Hazm, al-Qurtubí o Ibn Hàjar al-Asqalaní, donen les seves pròpies versions de la llista dels 99 noms.
| Àudioa | Àrab clàssic alcorànic | Àrab modern estàndard (sense vocalitzar) | Transliteració        | Transcripció           | Traducció (L'Alcorà)b                                                                                         | Traducció (Diccionari Àrab-Català)c      | Referènciesd | Tipologia gramaticale |
| --- | ---------------------- | ---------------------------------------- | --------------------- | ---------------------- | --- | ---------------------------------------- | --- | --------------------- |
| [1] (?·pàg.) | ٱلْرَّحْمَـٰنُ                | الرحمان                                  | ar-Raḥmān             | ar-Rahman              | el Compassiu                                                                                                  | el Compassiu                             | Apareix a l'inici de totes les sures de l'Alcorà, menys una, així com en molts altres llocs. La primera aleia de la sura 55 (Ar-Rahman, El Compassiu) consta només d'aquest nom. | L                     |
| [2] (?·pàg.) | ٱلْرَّحِيْمُ                 | الرحيم                                   | ar-Raḥīm              | ar-Rahim               | el molt Misericordiós                                                                                         | el Misericordiós                         | Apareix a l'inici de totes les sures de l'Alcorà, menys una, així com en molts altres llocs                                                                                      | L                     |
| [3] (?·pàg.) | ٱلْمَـٰلِكُ'                | المالك                                   | al-Mālik              | al-Màlik               | el Rei i Sobirà, el Rei, el Sobirà                                                                            | el Rei*, el Sobirà*                      | 59:23, 20:114, 23:116 | L                     |
| [4] (?·pàg.) | ٱلْقُدُّوسُ                 | القدوس                                   | al-Quddūs             | al-Quddús              | el Sant, el Santíssim                                                                                         | el Santíssim                             | 59:23, 62:1 | L                     |
| [5] (?·pàg.) | ٱلْسَّلَـٰمُ                 | السلام                                   | as-Salām              | as-Salam               | la Pau | la Pau*                                  | 59:23 | L                     |
| [6] (?·pàg.) | ٱلْمُؤْمِنُ                 | المؤمن                                   | al-Muʾmin             | al-Múmin               | el Qui dona seguretat                                                                                         | el Fidel                                 | 59:23 | L                     |
| [7] (?·pàg.) | ٱلْمُهَيْمِنُ                | المهيمن                                  | al-Muhaymin           | al-Muhaymin            | el Qui és sempre present                                                                                      | el Custodi*, el Vigilant*                | 59:23 | L                     |
| [8] (?·pàg.) | ٱلْعَزِيزُ                 | العزيز                                   | al-ʿAzīz              | al-Aziz                | el Poderós, el molt Poderós, el molt Fort                                                                     | el Poderós*, el Fort*                    | 3:6, 4:158, 9:40, 48:7, 59:23 | L                     |
| [9] (?·pàg.) | ٱلْجَبَّارُ                 | الجبار                                   | al-Jabbār             | al-Jabbar              | el Fortíssim                                                                                                  | l'Omnipotent, el Totpoderós              | 59:23 | L                     |
| [10] (?·pàg.) | ٱلْمُتَكَبِّرُ                | المتكبر                                  | al-Mutakabbir         | al-Mutakàbbir          | el Qui sap que és molt Gran                                                                                   | l'Orgullós*                              | 59:23 | L                     |
| [11] (?·pàg.) | ٱلْخَـٰلِقُ                 | الخالق                                   | al-Ḫāliq              | al-Khàliq              | el Qui ha creat (totes les coses), el Creador                                                                 | el Creador*                              | 6:102, 13:16, 36:81, 39:62, 40:62, 59:24 | L                     |
| [12] (?·pàg.) | ٱلْبَارِئُ                 | البارئ                                   | al-Bāriʾ              | al-Bari                | el Qui fa néixer totes les coses                                                                              | el Creador                               | 59:24 | L                     |
| [13] (?·pàg.) | ٱلْمُصَوِّرُ                 | المصور                                   | al-Muṣawwir           | al-Mussàwwir           | el Qui forma i modela totes les coses                                                                         | l'Artífex*                               | 59:24 | L                     |
| [14] (?·pàg.) | ٱلْغَفَّـٰرُ                 | الغفار                                   | al-Ḡaffār             | al-Ghaffar             | el Qui perdona molt, el Qui perdona tots els pecats, el molt Clement                                          | l'Indulgent                              | 20:82, 38:66, 39:5, 40:42, 71:10 | L                     |
| [15] (?·pàg.) | ٱلْقَهَّـٰرُ                 | القهار                                   | al-Qahhār             | al-Qahhar              | el Dominador, el Qui ho sotmet tot, el Triomfant, el Vencedor, el Victoriós                                   | el Vencedor*                             | 12:39, 13:16, 14:48, 38:65, 39:4, 40:16 | L                     |
| [16] (?·pàg.) | ٱلْوَهَّابُ                 | الوهاب                                   | al-Wahhāb             | al-Wahhab              | el Generós, el Generós que sempre regala                                                                      | el Munífic                               | 3:8, 38:9, 38:35 | L                     |
| [17] (?·pàg.) | ٱلْرَّزَّاقُ                 | الرزاق                                   | ar-Razzāq             | ar-Razzaq              | el Sustentador                                                                                                | el Proveïdor                             | 51:58 | L                     |
| [18] (?·pàg.) | ٱلْفَتَّاحُ                 | الفتاح                                   | al-Fattāḥ             | al-Fattah              | el gran Decididor                                                                                             | el Conqueridor*                          | 34:26 | L                     |
| [19] (?·pàg.) | ٱلْعَلِيمُ                 | العليم                                   | al-ʿAlīm              | al-Alim                | l'Omniscient, el Qui tot ho sap, el Qui coneix, el Qui té infinits coneixements, el Qui sap molt bé           | el Coneixedor*                           | 2:29, 2:158, 3:92, 4:35, 24:41, 33:40 | L                     |
| [20] (?·pàg.) | ٱلْقَابِضُ                 | القابض                                   | al-Qābiḍ              | al-Qàbid               | el Qui tanca la mà                                                                                            | el Qui agafa*                            | 2:245 | V                     |
| [21] (?·pàg.) | ٱلْبَاسِطُ                 | الباسط                                   | al-Bāsiṭ              | al-Bàssit              | el Qui obre la mà, el Qui fa ampli                                                                            | el Qui eixampla                          | 2:245, 13:26 | V                     |
| [22] (?·pàg.) | ٱلْخَافِضُ                 | الخافض                                   | al-Ḫāfiḍ              | al-Khàfid              | el Qui abaixa                                                                                                 | l'Humiliant*, el Qui abaixa*             | 56:3 | O                     |
| [23] (?·pàg.) | ٱلْرَّافِعُ                 | الرافع                                   | ar-Rāfiʿ              | ar-Rafi                | el Qui fa pujar, el Qui alça                                                                                  | el Qui aixeca*                           | 6:83, 56:3, 58:11 | O, V                  |
| [24] (?·pàg.) | ٱلْمُعِزُّ                  | المعز                                    | al-Muʿizz             | al-Muïzz               | el Qui fa molt fort                                                                                           | el Qui reforça*, el Qui enforteix*       | 3:26 | V                     |
| [25] (?·pàg.) | ٱلْمُذِلُّ                  | المذل                                    | al-Muḏill             | al-Mudhil·l            | el Qui fa molt feble                                                                                          | el Qui sotmet*                           | 3:26 | V                     |
| [26] (?·pàg.) | ٱلْسَّمِيعُ                 | السميع                                   | as-Samīʿ              | as-Samí                | el Qui ho sent tot                                                                                            | l'Oïdor*, l'Oient*                       | 2:127, 2:256, 8:17, 17:1, 49:1 | L                     |
| [27] (?·pàg.) | ٱلْبَصِيرُ                 | البصير                                   | al-Baṣīr              | al-Bassir              | el Qui tot ho mira, el Qui ho veu tot, el Qui tot ho mira, el Qui vigila bé                                   | el Clarivident*, el Vident*              | 4:58, 17:1, 42:11, 42:27, 57:4 | L                     |
| [28] (?·pàg.) | ٱلْحَكَمُ                  | الحكم                                    | al-Ḥakam              | al-Hàkam               | el Qui jutja                                                                                                  | el Jutge*, l'Àrbitre*                    | 22:69 | V                     |
| [29] (?·pàg.) | ٱلْعَدْلُ                  | العدل                                    | al-ʿAdl               | al-Adl                 | - | el Just*, l'Equitatiu*                   | No alcorànic |                       |
| [30] (?·pàg.) | ٱلْلَّطِيفُ                 | اللطيف                                   | al-Laṭīf              | al-Latif               | el molt Amable, el molt Fi, l'Amable, el molt Bo                                                              | el Bondadós                              | 22:63, 31:16, 33:34, 42:19 | L                     |
| [31] (?·pàg.) | ٱلْخَبِيرُ                 | الخبير                                   | al-Ḫabīr              | al-Khabir              | el Qui està informat de tot, el Qui coneix bé                                                                 | el Ben Informat                          | 6:18, 17:30, 49:13, 59:18 | L                     |
| [32] (?·pàg.) | ٱلْحَلِيمُ                 | الحليم                                   | al-Ḥalīm              | al-Halim               | el molt Clement, el molt Bo, el molt Benigne                                                                  | el Benèvol*, el Magnànim*                | 2:235, 17:44, 22:59, 35:41 | A                     |
| [33] (?·pàg.) | ٱلْعَظِيمُ                 | العظيم                                   | al-ʿAẓīm              | al-Adhim               | l'Immens | el Grandiós*, l'Immens*                  | 2:255, 42:4, 56:96 | L                     |
| [34] (?·pàg.) | ٱلْغَفُورُ                 | الغفور                                   | al-Ḡafūr              | al-Ghafur              | el Perdonador, el Qui perdona molt                                                                            | l'Indulgent*                             | 2:173, 2:235, 8:69, 16:110, 41:32 | L                     |
| [35] (?·pàg.) | ٱلْشَّكُورُ                 | الشكور                                   | ax-Xakūr              | aix-Xakur              | l'Agraït, el molt Agraït                                                                                      | el molt Agraït*                          | 35:30, 35:34, 42:23, 64:17 | A                     |
| [36] (?·pàg.) | ٱلْعَلِيُّ                  | العلي                                    | al-ʿAlī               | al-Alí                 | l'Alt, l'Altíssim                                                                                             | l'Alt*, l'Elevat*                        | 4:34, 31:30, 34:23, 42:4, 42:51 | L                     |
| [37] (?·pàg.) | ٱلْكَبِيرُ                 | الكبير                                   | al-Kabīr              | al-Kabir               | l'Immens | el Gran*                                 | 13:9, 22:62, 31:30, 34:23 | L                     |
| [38] (?·pàg.) | ٱلْحَفِيظُ                 | الحفيظ                                   | al-Ḥafīẓ              | al-Hafidh              | el Qui té cura, el Qui té molta cura, el Qui vigila                                                           | l'Atent*, el Curós*                      | 11:57, 34:21, 42:6 | A                     |
| [39] (?·pàg.) | ٱلْمُقِيتُ                 | المقيت                                   | al-Muqīt              | al-Muqit               | el Qui està atent                                                                                             | el Testimoni*, el Guardador*             | 4:85 | I                     |
| [40] (?·pàg.) | ٱلْحَسِيبُ                 | الحسيب                                   | al-Ḥasīb              | al-Hassib              | el Qui porta compte, el Mesurador, el Qui fa els comptes                                                      | el Calculador*, el Previsor*             | 4:6, 4:86, 33:39 | I                     |
| [41] (?·pàg.) | ٱلْجَلِيلُ                 | الجليل                                   | al-Jalīl              | al-Jalil               | el Majestuós                                                                                                  | el Sublim                                | 55:27, 55:78 | A                     |
| [42] (?·pàg.) | ٱلْكَرِيمُ                 | الكريم                                   | al-Karīm              | al-Karim               | el Generós | el Generós                               | 27:40, 82:6 | L                     |
| [43] (?·pàg.) | ٱلْرَّقِيبُ                 | الرقيب                                   | ar-Raqīb              | ar-Raqib               | el Qui vigila                                                                                                 | l'Observador*, el Vigilant*              | 4:1, 5:117 | L                     |
| [44] (?·pàg.) | ٱلْمُجِيبُ                 | المجيب                                   | al-Mujīb              | al-Mujib               | el Qui respon als precs                                                                                       | el Qui respon a la pregària del qui resa | 11:61 | A                     |
| [45] (?·pàg.) | ٱلْوَٰسِعُ                  | الواسع                                   | al-Wāsiʿ              | al-Wassi               | l'Immens. el Qui ho té tot en compte                                                                          | l'Ample*, l'Immens*                      | 2:268, 3:73, 5:54 | A                     |
| [46] (?·pàg.) | ٱلْحَكِيمُ                 | الحكيم                                   | al-Ḥakīm              | al-Hakim               | el Qui sap com fer totes les coses, el Qui sap fer les coses molt justament, el Qui sap fer molt bé les coses | el Savi                                  | 6:18, 31:27, 46:2, 57:1, 66:2 | L                     |
| [47] (?·pàg.) | ٱلْوَدُودُ                 | الودود                                   | al-Wadūd              | al-Wadud               | el Ple d'amor                                                                                                 | l'Afectuós*, l'Amable*                   | 11:90, 85:14 | L                     |
| [48] (?·pàg.) | ٱلْمَجِيدُ                 | المجيد                                   | al-Majīd              | al-Majid               | el Qui té la glòria, el Sublim                                                                                | el Gloriós*, l'Admirable*                | 11:73, 85:15 | A, L                  |
| [49] (?·pàg.) | ٱلْبَاعِثُ                 | الباعث                                   | al-Bāʿiṯ              | al-Bàïth               | el Qui ressuscita                                                                                             | el Qui ressuscita                        | 22:7 | V                     |
| [50] (?·pàg.) | ٱلْشَّهِيدُ                 | الشهيد                                   | ax-Xahīd              | aix-Xahid              | el Testimoni                                                                                                  | el Testimoni*                            | 4:166, 5:117, 22:17, 41:53, 48:28 | A                     |
| [51] (?·pàg.) | ٱلْحَقُّ                   | الحق                                     | al-Ḥaqq               | al-Haqq                | el de veritat, la Veritat, la suprema Veritat                                                                 | el Cert*, el Veritable*                  | 6:62, 20:114, 22:6, 23:116, 24:25 | L                     |
| [52] (?·pàg.) | ٱلْوَكِيلُ                 | الوكيل                                   | al-Wakīl              | al-Wakil               | el bon Protector, el Protector, el Qui té cura, el Garant                                                     | el Protector                             | 3:173, 4:171, 6:102, 28:28, 73:9 | A                     |
| [53] (?·pàg.) | ٱلْقَوِيُّ                  | القوي                                    | al-Qawī               | al-Qawí                | el Fort | el Fort*, el Potent*                     | 22:40, 22:74, 42:19, 57:25 | L                     |
| [54] (?·pàg.) | ٱلْمَتِينُ                 | المتين                                   | al-Matīn              | al-Matín               | el Ferm | el Fort                                  | 51:58 | L                     |
| [55] (?·pàg.) | ٱلْوَلِيُّ                  | الولي                                    | al-Walī               | al-Walí                | l'Amic, l'Auxiliar, l'Advocat, el Protector, el Defensor                                                      | l'Auxiliador                             | 4:45, 7:196, 42:28, 45:19 | L                     |
| [56] (?·pàg.) | ٱلْحَمِيدُ                 | الحميد                                   | al-Ḥamīd              | al-Hamid               | el Digne de ser lloat, el molt Digne de ser lloat, el Qui mereix tota lloança                                 | el Lloable*, el Digne d'agraïment*       | 14:8, 31:12, 31:26, 41:42 | L                     |
| [57] (?·pàg.) | ٱلْمُحْصِيُ                 | المحصي                                   | al-Muḥṣī              | al-Muhsí               | el Qui compta, el Qui porta el compte, el Qui registra                                                        | el Qui compta*, el Qui avalua*           | 19:94, 72:28, 78:29 | V                     |
| [58] (?·pàg.) | ٱلْمُبْدِئُ                 | المبدئ                                   | al-Mubdiʾ             | al-Mubdi               | el Qui fa la creació, el Qui comença la creació, el Qui inicia                                                | l'Iniciador                              | 10:34, 27:64, 29:19, 85:13 | V                     |
| [59] (?·pàg.) | ٱلْمُعِيدُ                 | المعيد                                   | al-Muʿīd              | al-Muïd                | el Qui tona a fer la creació, el Qui continua la creació, el Qui ho torna a fer                               | el Qui restaura*                         | 10:34, 27:64, 29:19, 85:13 | V                     |
| [60] (?·pàg.) | ٱلْمُحْيِي                 | المحيي                                   | al-Muḥyī              | al-Muhyí               | el Qui dona la vida                                                                                           | el Revifador*, el Vivificador*           | 3:156, 7:158, 15:23, 30:50, 57:2 | V                     |
| [61] (?·pàg.) | ٱلْمُمِيتُ                 | المميت                                   | al-Mumīt              | al-Mumit               | el Qui fa morir, el Qui dona la mort                                                                          | el Mortal*                               | 3:156, 7:158, 15:23, 57:2 | V                     |
| [62] (?·pàg.) | ٱلْحَىُّ                   | الحي                                     | al-Ḥayy               | al-Hayy                | el Vivent | el Vivent                                | 2:255, 3:2, 20:111, 25:58, 40:65 | L                     |
| [63] (?·pàg.) | ٱلْقَيُّومُ                 | القيوم                                   | al-Qayyūm             | al-Qayyum              | el Ferm, el Subsistent                                                                                        | l'Etern                                  | 2:255, 3:2, 20:111 | L                     |
| [64] (?·pàg.) | ٱلْوَٰجِدُ                  | الواجد                                   | al-Wājid              | al-Wàjid               | el Qui troba                                                                                                  | el Qui és*                               | 38:44 | V                     |
| [65] (?·pàg.) | ٱلْمَاجِدُ                 | الماجد                                   | al-Mājid              | al-Màjid               | el Gloriós, el Sublim                                                                                         | el Gloriós*, el Noble*                   | 50:1, 85:15, 85:21 | A                     |
| [66] (?·pàg.) | ٱلْوَٰحِدُ                  | الواحد                                   | al-Wāḥid              | al-Wàhid               | l'Únic | l'U                                      | 13:16, 14:48, 38:65, 39:4 | L                     |
| [67] (?·pàg.) | ٱلْأَحَد                  | الاحد                                    | al-Aḥad               | al-Àhad                | l'Únic | l'Un                                     | 112:1 | A                     |
| [68] (?·pàg.) | ٱلْصَّمَدُ                  | الصمد                                    | aṣ-Ṣamad              | as-Sàmad               | l'Etern | l'Etern                                  | 112:2 | L                     |
| [69] (?·pàg.) | ٱلْقَـٰدِرُ                 | القادر                                   | al-Qādir              | al-Qàdir               | el Poderós, el Qui té el poder, el Qui pot                                                                    | el Qui pot*, el Poderós*                 | 6:65, 17:99, 46:33, 75:40 | L                     |
| [70] (?·pàg.) | ٱلْمُقْتَدِرُ                | المقتدر                                  | al-Muqtadir           | al-Múqtadir            | el Poderós | el Capaç*, el Poderós*                   | 18:45, 54:42 | A                     |
| [71] (?·pàg.) | ٱلْمُقَدِّمُ                 | المقدم                                   | al-Muqaddim           | al-Muqàddim            | el Qui avança                                                                                                 | el Qui avança*                           | 16:61, 50:28 | V                     |
| [72] (?·pàg.) | ٱلْمُؤَخِّرُ                 | المؤخر                                   | al-Muʾaẖẖir           | al-Muàkkhir            | el Qui ajorna                                                                                                 | l'Ajornador                              | 71:4 | V                     |
| [73] (?·pàg.) | ٱلأَوَّلُ                  | الاول                                    | al-Awwal              | al-Àwwal               | el Principi                                                                                                   | el Primer*                               | 57:3 | L                     |
| [74] (?·pàg.) | ٱلْأَخِرُ                  | الآخر                                    | al-Ākhir              | al-Àkhir               | la Fi | l'Ésser Suprem                           | 57:3 | L                     |
| [75] (?·pàg.) | ٱلْظَّـٰهِرُ                 | الظاهر                                   | aẓ-Ẓāhir              | adh-Dhàhir             | el Manifest                                                                                                   | el Manifest                              | 57:3 | L                     |
| [76] (?·pàg.) | ٱلْبَاطِنُ                 | الباطن                                   | al-Bāṭin              | al-Batin               | l'Ocult | l'Ocult                                  | 57:3 | L                     |
| [77] (?·pàg.) | ٱلْوَالِي                 | الوالي                                   | al-Wālī               | al-Walí                | el Defensor, l'Advocat, l'Amic                                                                                | el Qui governa*                          | 13:11 | I                     |
| [78] (?·pàg.) | ٱلْمُتَعَالِي               | المتعالي                                 | al-Mutaʿālī           | al-Mutaali             | l'Altíssim | l'Alt*, l'Elevat*                        | 13:9 | L                     |
| [79] (?·pàg.) | ٱلْبَرُّ                   | البر                                     | al-Barr               | al-Barr                | el molt Bo | el Benefactor                            | 52:28 | L                     |
| [80] (?·pàg.) | ٱلْتَّوَّابُ                 | التواب                                   | at-Tawwāb             | at-Tawwab              | el gran Perdonador, l'Indulgent, el Perdonador, el Qui és favorable. el Qui pot canviar en bé la seva còlera  | l'Indulgent                              | 2:37, 2:128, 4:64, 49:12, 110:3 | L                     |
| [81] (?·pàg.) | ٱلْمُنْتَقِمُ                | المنتقم                                  | al-Muntaqim           | al-Múntaqim            | el Qui venja, el Qui pren venjança, el Qui es venja                                                           | el Venjador*                             | 30:47, 32:22, 43:41, 44:16 | V, P                  |
| [82] (?·pàg.) | ٱلْعَفُوُّ                  | العفو                                    | al-ʿAfū               | al-Afú                 | el Qui accepta les excuses, el Qui perdona molt, el molt Benigne                                              | l'Indulgent                              | 4:43, 4:99, 4:149, 22:60, 58:2 | V, I                  |
| [83] (?·pàg.) | ٱلْرَّءُوفُ                 | الرّؤوف                                   | ar-Raʿūf              | ar-Raüf                | el Benigne, el Bo, l'Indulgent, el Mansuet, el Benèvol, el Pacífic                                            | el Compassiu*, el Benigne*               | 2:143, 9:117, 57:9, 59:10 | I                     |
| [84] (?·pàg.) | مَـٰلِكُ ٱلْمُلْكُ             | مالك الملك                               | Mālik al-Mulk         | Màlik al-Mulk          | Senyor del poder                                                                                              | Sobirà del Domini*                       | 3:26 | L                     |
| [85] (?·pàg.) | ذُو ٱلْجَلَـٰل وَٱلْإِكْرَامُ     | ذو الجلال ولإكرام                        | Ḏu-l-Jalāl wa-l-Ikrām | Dhu-l-jalal wa-l-ikram | el Majestuós, el Nobilíssim                                                                                   | el Qui té la majestat i l'honor*         | 55:27, 55:78 | L                     |
| [86] (?·pàg.) | ٱلْمُقْسِطُ                 | المقسط                                   | al-Muqsiṭ             | al-Múqsit              | el Just, l'Equitatiu                                                                                          | el Just*, l'Equitatiu*                   | 2:282; 3:18; 21:47 | O                     |
| [87] (?·pàg.) | ٱلْجَامِعُ                 | الجامع                                   | al-Jāmiʿ              | al-Jami                | el Qui reuneix                                                                                                | el Qui tot ho reuneix                    | 3:9 | I                     |
| [88] (?·pàg.) | ٱلْغَنىُّ                  | الغني                                    | al-Ḡānī               | al-Ghaní               | el molt Ric, el Ric                                                                                           | el Ric*                                  | 2:267; 39:7, 47:38, 57:24 | I, A, L               |
| [89] (?·pàg.) | ٱلْمُغْنِىُّ                 | المغني                                   | al-Muḡnī              | al-Mughní              | el Qui enriqueix                                                                                              | l'Enriquidor                             | 9:28 | V                     |
| [90] (?·pàg.) | ٱلْمَانِعُ                 | المانع                                   | al-Māniʿ              | al-Mani                | - | el Qui impedeix*                         | No alcorànic |                       |
| [91] (?·pàg.) | ٱلْضَّارُ                  | الضار                                    | aḍ-Ḍārr               | ad-Darr                | [el Qui fa caure] una desgràcia, [el Qui fa] un perjudici                                                     | el Qui danya*, el Qui nou*               | 6:17; 48:11 | O                     |
| [92] (?·pàg.) | ٱلْنَّافِعُ                 | النافع                                   | an-Nāfīʿ              | an-Nafi                | [el Qui fa] un benefici                                                                                       | el Qui treu la set*                      | 48:11 | O                     |
| [93] (?·pàg.) | ٱلْنُّورُ                  | النور                                    | an-Nūr                | an-Nur                 | la Llum | la Llum divina                           | 24:35 | I                     |
| [94] (?·pàg.) | ٱلْهَادِي                 | الهادي                                   | al-Hādī               | al-Hadi                | el Qui dirigeix                                                                                               | el Guia*                                 | 22:54 | I                     |
| [95] (?·pàg.) | ٱلْبَدِيعُ                 | البديع                                   | al-Badīʿ              | al-Badí                | el Qui crea, el Creador                                                                                       | el Creador                               | 2:117, 6:101 | I                     |
| [96] (?·pàg.) | ٱلْبَاقِي                 | الباقي                                   | al-Bāqī               | al-Baqi                | el Qui és Permanent                                                                                           | l'Etern                                  | 20:73, 55:27 | V                     |
| [97] (?·pàg.) | ٱلْوَٰرِثُ                  | الوارث                                   | al-Wāriṯ              | al-Wàrith              | l'Hereu, el Qui hereta                                                                                        | l'Hereu*                                 | 15:23, 19:40 | P, V                  |
| [98] (?·pàg.) | ٱلْرَّشِيدُ                 | الرشيد                                   | ar-Raxīd              | ar-Raixid              | - | el Ben Dirigit*                          | No alcorànic |                       |
| [99] (?·pàg.) | ٱلْصَّبُورُ                 | الصبور                                   | aṣ-Ṣabūr              | as-Sabur               | el Pacient, el Qui té paciència                                                                               | el Pacient                               | 2:153, 3:200, 103:3 | I                     |
| a Els numerals que precedeixen els noranta-nou noms s'han de prendre com a orientatius, raó per la qual cosa s'han indicat entre parèntesis. En cap cas es poden considerar més importants els primers epítets o menys els darrers, tot i que és cert és que alguns epítets, especialment els primers, són usats amb més freqüència que altres a l'Alcorà. b Míkel de Epalza (trad.). L'Alcorà. Barcelona: Proa, 2001. ISBN 84-8256-958-9. c Castells Criballes, Margarida; Cinca Pinós, Dolors. Diccionari Àrab-Català. Barcelona: Enciclopèdia Catalana, 2007. ISBN 978-84-412-1546-7. L'asterisc indica que el diccionari no recull explícitament el nom de Déu. d S'indica la referència alcorànica on es pot localitzar el nom o l'expressió que ha motivat el nom. El primer numeral indica la sura, el segon l'aleia. e L = literal; V = d'un verb; A = d'un adjectiu o una frase adjectiva; I = d'un nom indefinit; P = d'un nom en plural; O = altres orígens. |                        |                                          |                       |                        | |                                          | |                       |